# Planetarian: The Reverie of a Little Planet
Planetarian: Chiisana Hoshi no Yume (яп. planetarian ～ちいさなほしのゆめ～) — японский визуальный роман, разработанный компанией Key, предыдущими работами которой были такие игры, как Kanon и Air. 29 ноября 2004 года началось распространение игры, предназначенной тогда для персональных компьютеров, которое происходило через интернет. Позднее игра была портирована на платформы PlayStation 2, PlayStation Portable, а также на мобильные устройства. История игры разворачивается вокруг мужчины средних лет, который во время пребывания в заброшенном городе сталкивается с неисправным роботом. Этот человек, известный под прозвищем «мусорщик», остаётся вместе с роботом на некоторое время и пытается починить проектор планетария, в котором происходит действие игры.
Компания Key определила поджанр игры, как «кинетический роман», так как в игре отсутствует возможность какого-либо выбора, и здесь имеет место только одна концовка. В ходе игрового процесса пользователь всего-навсего читает появляющийся на экране текст. Сюжет игры был написан Юити Судзумото. Это одна из двух игр компании Key, для которой созданием графики занималась не Итару Хиноэ, а Эйдзи Комацу. Музыка для игры была создана композиторами Магомэ Тогоси и Синдзи Орито. Лайт-новел, состоящий из нескольких небольших историй, происходящих в мире Planetarian, был выпущен в апреле 2006 года. Также на основе игры были выпущены три аудиопьесы. В 2007 году в февральском номере журнала Gemaga версия игры для PlayStation 2 заняла первое место среди лучших консольных игр, хотя в предыдущем номере этого же издания она имела четвёртое место. В 2016 году на основе сюжета игры студией David Production была выпущена 5-серийная аниме-адаптация в формате ONA, а также полнометражный анимационный фильм.

## Геймплей
Planetarian — постапокалиптический визуальный роман, где игрок выступает в роли мусорщика. В отличие от традиционных визуальных романов, здесь игроку не предлагается никакого выбора вариантов, и в конце он увидит единственную возможную концовку; по этой причине Key обозначила поджанр игры, как «кинетический роман». Игрок может читать появляющийся текст в обычном режиме или поставить режим «автопрочтение». Во время игры игроку даются возможности скрыть текст с вывода на экран и вернуться на уже прочитанные диалоги. Игру можно сохранить в любом месте в одной из пяти доступных ячеек. Также прямо во время игры игрок может загрузить любой момент, который либо был сохранён автоматически в определённых сюжетных моментах, либо вручную самим игроком.
Если говорить о продолжительности игрового процесса, то Planetarian является самой короткой из всех игр Key. Помимо открывающей и закрывающей тем, игра состоит из 16 частей; первая половина игры происходит в планетарии, а вторая — в разрушенном городе, где находится планетарий. Как только пользователь завершит игру, ему станут доступны две новые опции в главном меню, первая из которых открывает доступ к просмотру всех 20 рисунков из игры, а вторая позволяет прослушать 8 из 9 мелодий, проигранных в игре.

## Сюжет

### Предыстория

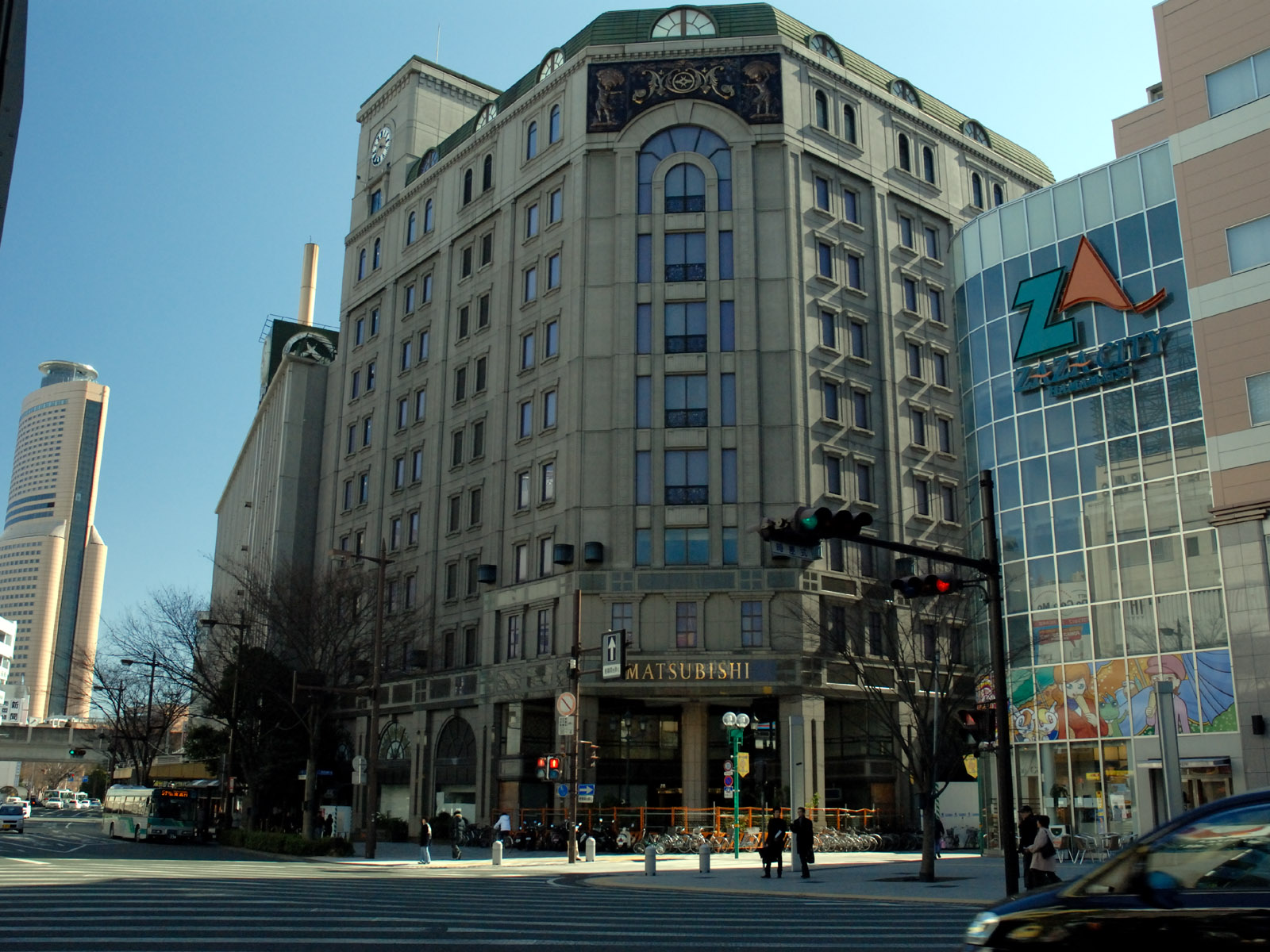
Универмаг Matsubishi

Действие игры происходит в постапокалиптическом мире. В соответствии с сюжетом игры, катастрофа была связана с истощением земных ресурсов, перенаселением и неудачей в проекте по исследованию космоса. Человечество было уничтожено вследствие ядерной войны, превратившись из некогда процветающей цивилизации в разрушенные остатки, живущие во тьме и отравленные радиоактивным дождём. Затем начались военные действия на Море Нектара. Это кровопролитие в антиутопическом мире продолжалось 30 лет, автоматизированные военные машины уничтожали любого, кто вторгался на их территорию. Среди выживших людей остались те, кто именовали себя «мусорщиками». Они исследовали территорию и искали полезные вещи среди отбросов, чтобы выжить. Главный герой является одним из таких людей.
Основным местом, где происходит действие игры, является вымышленный универмаг Flowercrest с планетарием на крыше, находящийся в покинутом городе. За основу взят реально существующий японский универмаг Matsubishi, расположенный в городе Хамамацу в Японии, хотя в реальности планетария в нём нет. История начинается в планетарии, где главный герой впервые встречает Юмэми. Одной из характерных особенностей игры является большой чёрный проектор планетария под названием «Мисс Джена», который расположен прямо перед сиденьями. Когда главный герой пришёл в планетарий, там поначалу было электричество, но затем оно пропало. Герой узнаёт, что проектор сломался. Все остальные этажи универмага находятся в разрушенном состоянии, они покрыты плесенью, повсюду бегают крысы.

### Персонажи
- Кудзуя (яп. 屑屋 Кудзуя, «Мусорщик/Старьёвщик»)

Главный герой игры, имя которого не раскрывается. Бывший солдат, живущий добычей полезных предметов среди руин городов. Он приходит в покинутый город и обнаруживает планетарий на крыше одного из зданий. Поначалу он думает, что это военный завод. Войдя он встречает Юмэми Хосино, гиноида, созданного по образу молодой девушки, которая сразу же начинает раздражать его своей чрезмерной болтливостью. У него довольно тяжёлый характер, что является следствием того, что он долгое время боролся за жизнь в разрушенном мире. Он одет в водонепроницаемое пальто, защищающее его кожу от токсичного дождя, и всегда носит с собой гранатомёт. Чтобы безопасно пить воду, он использует водоочиститель. Он постоянно ищет редкие предметы, такие как сигареты и алкоголь, которые могут быть проданы по высокой цене.
Сэйю — Дайсукэ Оно
- Юмэми Хосино (яп. ほしのゆめみ Хосино Юмэми)

Добросердечная, но ужасно говорливая девушка-гиноид, обслуживающее лицо в планетарии; она создана по образу молодой девушки. Юмэми немного повреждена и не подозревает об изменениях, произошедших здесь за последние 30 лет, поэтому она видит в главном герое обычного посетителя и обращается к нему «уважаемый клиент» (яп. お客様 окяку-сама). Она рассказывает о мире в том виде, в котором он существовал до войны, и не воспринимает информацию от главного героя, если она не связана с её работой в планетарии. Её имя является игрой слов — хоси означает звезду или космическое тело; но — притяжательная частица; юмэ означает сон или мечту; ми означает «видеть». Юмэми является единственным персонажем, который появляется на экране монитора.
Юмэми очень беспокоится обо всех людях и счастлива помогать посетителям. Когда она не в состоянии чем-нибудь помочь, она сильно переживает по этому поводу и старается подсказать посетителю, кто сможет ответить на его вопрос. Защита людей является её приоритетной целью, она даже может проигнорировать предыдущие приказы, чтобы убедиться, что никто из людей не подвергается опасности.
Сэйю — Кэйко Судзуки

### История игры
Скрываясь от военных машин в разрушенном городе, протагонист заходит в здание с куполом на крыше, надеясь найти там что-нибудь полезное. Войдя в купол, он встречает Юмэми, которая предлагает ему просмотреть особое торжественное шоу, которое специально зарезервировано для 2 500 000-го посетителя, хотя фактически главный герой является 2 497 290-м посетителем. Несмотря на первоначальное раздражение, он всё же соглашается посмотреть, что она хочет ему показать. Однако проектор оказывается неисправен и нуждается в ремонте. Как только главному герою удаётся починить проектор, Юмэми начинает показывать ему звёздное небо, которое невозможно увидеть невооружённым глазом из-за загрязнённых облаков. В самый разгар шоу пропадает электричество, однако Юмэми по просьбе главного героя продолжает свой рассказ без наглядности.
Затем они оба покидают планетарий. Юмэми настоятельно просит разрешения сопроводить его до автомобиля, находящегося за пределами городских стен. Как только запас энергии Юмэми истощается, главный герой собирается отвести её за пределы города и найти способ снова привести её в действие. Однако вход в город охраняется роботом-крабом, которого главный герой намеревается уничтожить при помощи своего гранатомёта. Его попытка оказывается неудачной, и он попадется роботу на глаза. Юмэми пытается его защитить, но попадает под пулемётный огонь робота и разрывается на две части.
Юмэми использует свою аварийную батарею жизнеобеспечения и крошечное голографическое устройство на ухе, чтобы переиграть и показать свои довоенные воспоминания главному герою. Когда образ исчезает, она, несмотря на до сих пор кажущийся бесконечным оптимизм, рассказывает, что в планетарии за последние 30 лет не было ни одного посетителя, и она была совсем одна. Перед тем, как полностью отключиться, она вынимает из искусственного мозга карту памяти и отдаёт ему на сохранение. До глубины души тронутый и потрясённый потерей того прекрасного мира, который она ему показала тогда в планетарии, «мусорщик» выбрасывает своё оружие, кладёт карту памяти в пальто и со сломанной ногой уходит, видя, что резервное питание боевого робота-краба не работает, и он уже не функционирует.

## Разработка
Planetarian является четвёртой работой компании Key, над созданием игры трудилось небольшое число сотрудников в количестве трёх человек. В отличие от предыдущих работ, здесь на должность арт-директора был назначен Эйдзи Комацу, а не Итару Хиноэ, которая занималась созданием графики для предыдущих игр. Комацу был назначен так же и потому, что он специализировался на изображении роботов и механики, и мог представить тонкие сцены, касающиеся темы существования робота ради осуществления человеческих идеалов. Кроме того, у Key на тот момент не было нехватки сотрудников, и компания не нуждалась в привлечении сторонних лиц для создания графики. Дзюн Маэда, главный автор сценариев компании, в этом проекте не участвовал, и созданием сценария игры занимался Юити Судзумото. Музыка была создана в основном Магомэ Тогоси, но включала в себя небольшую композицию, созданную Синдзи Орито. Planetarian стала первой игрой компании Key, обозначенной термином «кинетический роман».
В оригинальной версии игры, которая была выпущена для платформы Microsoft Windows, Юмэми является единственным озвученным персонажем. Версия игры для PlayStation 2 содержит озвучивание всех персонажей, а в дополнение к этому поддержку высокого экранного разрешения и расширенный саундтрек. Последующие версии игры также имеют полное озвучивание.
Игра Planetarian: Chiisana Hoshi no Yume была выпущена 29 ноября 2004 года, её можно было загрузить через Интернет, однако первоначально она была доступна только пользователям сервиса Yahoo!. Продаваться игра начала 6 декабря 2004 года. 28 апреля 2006 года компания Key выпустила игру в формате CD-ROM для Windows в обычном и ограниченном изданиях. Обновлённая версия игры, совместимая с операционной системой Windows Vista, была выпущена Key 31 июля 2009 года и поставлялась в сборнике, содержащем также пять других визуальных романов от компании. Версия игры, совместимая с Windows 7, была выпущена 30 апреля 2010 года под названием Planetarian: Chiisana Hoshi no Yume Memorial Edition, и поставлялась в комплекте с тремя ранее выпущенными по игре Drama CD.
Версия игры для PlayStation2 была выпущена 24 августа 2006 года компанией Prototype. Этой же компанией 28 ноября 2006 года были выпущены порты игры для систем FOMA и SoftBank Mobile. Ограниченное издание игры для приставки PlayStation Portable (PSP) выходило в продажу в период между 28 февраля и 1 марта 2009, когда компания Key отмечала 10-летний юбилей. Доступная для скачивания версия игры PSP была выпущена 24 августа 2009 года компанией Prototype, а 30 мая 2010 года снова выставлена на продажу во время мероприятия Prototype Fan Appreciation 2010. 12 мая 2011 года на основе сбора средств версия для PSP была переиздана. Версии игры для операционных систем Android и Apple iOS были выпущены 30 ноября 2011 года.

## Адаптации

### Лайт-новел
Основанный на оригинальной игре роман лайт-новел, состоящий из 4 небольших историй и включавший в себя также пролог и эпилог, был написан Юити Судзумото и проиллюстрирован Эйдзи Комацу. 243-страничный роман изначально поставлялся в комплекте с ограниченным изданием игры для PlayStation 2. Книга была переиздана компанией Visual Art's для коммерческого распространения 31 октября 2008 года. Доступное для скачивания и предназначенное для операционной системы Android электронное издание романа под названием Hoshi no Hito: Planetarian Side Story было выпущено 30 ноября 2010, а 14 декабря 2011 года — для iOS. Первые две истории романа охватывают события, произошедшие до оригинальной игры, а последние две рассказывают о том, что произошло после окончания игры. Предисловие к книге гласит: «Звёздное небо, слова, Бог, роботы. Собрание коротких историй раскроет эти четыре темы». Краткое содержание книги доступно в Интернете.
Snow Globe (яп. 雪圏球 Юки кэн кю:)
Эта история происходит до войны, приведшей мир к разрушению. Юмэми работает в планетарии универмага уже около 10 лет. Однажды она начинает вести себя странно; выходит в город и начинает беспричинно бродить по нему. Служащие планетария не знают, что им делать, и тогда Сатоми Курахаси, одна из сотрудниц, приказывает найти Юмэми и вернуть её назад. А вскоре у Юмэми кончается энергия.
Jerusalem (яп. エルサレム Эрусарэму)
Объединённая армия Южной Америки получает сообщение о неизвестном снайпере, орудующем в джунглях Патагонии, и посылает туда взвод под командованием мастер-сержанта Мёрдока, чтобы нейтрализовать угрозу. Однако снайпер убивает солдат одного за другим, пока в живых не остаётся один только Мёрдок. Сержанту удаётся мельком разглядеть таинственного снайпера через бинокль — он поражён, увидев фигуру прекрасной монахини.
Hoshi no Hito (яп. 星の人 Хоси но Хито, букв. «Человек звёзд»)
В этой истории охватываются события, произошедшие после событий визуального романа. Человеческая цивилизация втянута в безнадёжную борьбу со смертоносным дождём. Три малолетних жителя бомбоубежища, Леви, Рут и Джоб, находят странного старика, лежащего без сознания на снегу возле бункера. Когда они приносят его в бункер, они удивляются, что взрослые называют его «человеком звёзд». Дети интересуются, откуда взялось интересное прозвище, к тому же они никогда не видели человека из внешнего мира. Старик приходит в себя и просит детей помочь ему в создании переносного проектора планетария. Эта история является окончанием оригинальной игры.
Tircis and Aminte (яп. チルシスとアマント Тирусису то Аманто)
Близнецы Тиркис и Аминт учатся одни в своём собственном мире. Тиркис задаётся вопросом, для чего он учится, и как долго это будет продолжаться. И близнецы сами находят ответ на этот вопрос.

## Музыка
Основной музыкальной темой визуального романа являлась песня Hoshi Meguri no Uta (яп. 星めぐりの歌 Песня кружащихся звёзд), исполненная японской певицей Mell из группы I've Sound. 11 августа 2006 года на Комикете был представлен оригинальный саундтрек из игры Planetarian, который впоследствии, 28 декабря 2006 года, был переиздан. Кроме основных песен из игры саундтрек содержал и новую музыку, например, вокальную версию песни Hoshi Meguri no Uta. Основное музыкальное содержимое было создано или улучшено Магомэ Тогоси, которая также работала и с музыкой для предыдущих игр Key: Air и Clannad. Некоторые музыкальные треки являются переделкой гимна What a Friend We Have in Jesus, созданного композитором по имени Чарльз Крозат Конверс. Об этом косвенно говорят их названия; открывающая тема игры Hoshi no Sekai означает японскую версию этого гимна, называющуюся Hoshinoyo, а название Itsukushimi Fukaki — японский перевод оригинального названия гимна.
Первая аудиопьеса под названием Snow Globe была выпущена 29 декабря 2006 года. Она впервые появилась на Комикете 71, а 25 мая 2007 года была переиздана. Как следует из названия, CD-диск покрывает первую историю из лайт-новел. В данном случае концом этой аудиопьесы является фактическое начало оригинальной игры. Вторая аудиопьеса под названием Jerusalem была выпущена 27 июля 2007 года и покрывала одноимённую историю. Последняя аудиопьеса Hoshi no Hito была выпущена в тот же день, что и вторая. Она покрывала истории Hoshi no Hito и Tircis and Aminte. При этом Hoshi no Hito являлась обычной аудиопьесой, а в Tircis and Aminte сэйю Кейко Судзуки, озвучившая Юмэми Хосино, просто пересказала оригинальную историю из лайт-новел.

## Отзывы и продажи
Юмэми появляется в коллекционной карточной игре Lycèe Trading Card Game, а также во втором наборе карт от Visual Art’s. В 2007 году в февральском номере журнала Gemaga издательства SoftBank Creative версия игры для приставки PlayStation 2 заняла первое место, хотя в предыдущем номере она же находилась на четвёртом. В японском игровом журнале Famitsu было замечено, что в период с 21 августа по 27 августа 2006 года (то есть за неделю) было продано 8 170 копий игры. Переизданная версия игры для PlayStation Portable на момент своего выхода 12 мая 2011 года имела 16 663 предварительных заказа. Общий доход компаний Prototype и Visual Art’s от реализации игры составил 22 415 069 иен.

## Локализации
Хотя официально Planetarian никогда не выходил на языках, отличных от японского, существует несколько фанатских переводов. Некоторые из них вплотную приближены или превосходят по качеству «официальные» издания.

### Англоязычный перевод
Англоязычный перевод был выпущен для демонстрационной («Trial»), а также для скачиваемой за предоплату («Download») редакций визуального романа в 2005 году, совместными усилиями команды Insani и Peter «Haeleth» Jolly.
Поскольку переводились редакции, в которых отсутствует озвучивание для реплик персонажей, переводчики пошли на заведомое искажение имён и названий с целью адаптировать роман для англоязычной аудитории, а также дописали несколько уточняющих абзацев текста в сцене проекции. Главную героиню — Хосино Юмэми — переименовали в «Reverie Planetarian» (буквально — «Мечта Планетария»), основное место действия — универмаг «Hanabishi» — переименовали во «Flowercrest». Полностью переведена документация, титры, диалоговые окна движка и программы запуска, а также спрайты Юмэми и фоновые рисунки.